# Not Two, Not One
 Not Two, Not One ist ein Jazzalbum von Paul Bley, Gary Peacock und Paul Motian. Die im Januar 1998 im Avatar Studio, New York City, entstandenen Aufnahmen erschienen am 18. Mai 1999 auf ECM Records.

## Hintergrund
Not Two, Not One ist die erste Aufnahme des Pianisten Paul Bley mit dem Schlagzeuger Paul Motian und dem Bassisten Gary Peacock als gemeinsames Trio seit Bleys ECM-Aufnahme Paul Bley with Gary Peacock, die 1970 erschienen, aber z. T. schon 1963 entstanden war. Jahrzehnte später fanden die drei Musiker wieder zusammen. Im Jahr darauf nahmen Bley, Peacock und Motian das Livealbum When Will the Blues Leave auf, das ebenfalls auf ECM erschien.

## Titelliste
- Paul Bley / Gary Peacock / Paul Motian: Not Two, Not One (ECM 1670, ECM Records 559 447-2)[1]

1. Not Zero: In Three Parts (Peacock, Bley, Motian) 9:34
2. Entelechy (Gary Peacock) 2:08
3. Now (Paul Bley) 4:35
4. Fig Foot (Paul Bley) 5:38
5. Vocal Tracked (Paul Bley) 5:24
6. Intente (Gary Peacock) 5:41
7. Noosphere (Peacock, Bley) 7:07
8. Set Up Set (Gary Peacock) 6:19
9. Dialogue Amour (Peacock, Bley) 8:07
10. Don't You Know (Peacock, Bley) 6:57
11. Not Zero: In One Part (Peacock, Bley, Motian) 0:55

## Rezeption
Steve Loewy verlieh dem Album in Allmusic vier Sterne und schrieb, das Trio erkunde Klangfarben, Stimmungen und sogar einen Hauch von Blues in einer Sammlung ausschließlich eigener Kompositionen. Bley würde besonders wirkungsvoll tiefere Klangfarben schaffen, während Peacocks volltönender Bass vor Freude pulsiere. Motian sei charakteristisch exquisit, seine weichen, vielschichtigen und sensiblen Schläge würden seine Kollegen anspornen. Keines der Stücke drifte ab, da diese drei Meister eine reife Perspektive einbringen, die auf vielfältigen Erfahrungen beruhe. Die sei durchweg ein bemerkenswertes Zusammenspiel; freie Harmonien und lockere Improvisationen ergeben besondere Klänge.
Nach Ansicht von Glenn Astarita, der das Album in All About Jazz rezensierte, würde sich das Gesamtergebnis als äußerst lohnend erweisen. Unterstützt von der für ECM typischen makellosen Klangqualität und der meisterhaften Tontechnik von James Farber zeigten diese Musiker erneut die verdienstvollen Eigenschaften, die ihrer jeweiligen Bedeutung in der modernen Jazzgeschichte gerecht werden. Not Two, Not One feiere die Wiedervereinigung dreier Musiker, die jeweils einige bedeutende Kapitel zu diesem Erbe hinzugefügt haben, „das wir Jazz nennen!“